# Eugène de Pradel
Pour les articles homonymes, voir Pradel.
Eugène de Pradel (né le 11 avril 1784 à Toulouse - 11 septembre 1857 à Wiesbaden) est un poète et écrivain français.